# Hermenegildo Galeana, Veracruz
Hermenegildo Galeana är en ort i Mexiko.   Den ligger i kommunen Álamo Temapache och delstaten Veracruz, i den sydöstra delen av landet, 230 km nordost om huvudstaden Mexico City. Hermenegildo Galeana ligger 51 meter över havet och antalet invånare är 350.
Terrängen runt Hermenegildo Galeana är platt. Runt Hermenegildo Galeana är det ganska tätbefolkat, med 65 invånare per kvadratkilometer. Närmaste större samhälle är Temapache, 12,8 km nordost om Hermenegildo Galeana. Trakten runt Hermenegildo Galeana består till största delen av jordbruksmark.